# Eucalyptus robusta
Eucalyptus robusta är en myrtenväxtart som beskrevs av James Edward Smith. Eucalyptus robusta ingår i släktet Eucalyptus och familjen myrtenväxter. Inga underarter finns listade i Catalogue of Life.

## Bildgalleri

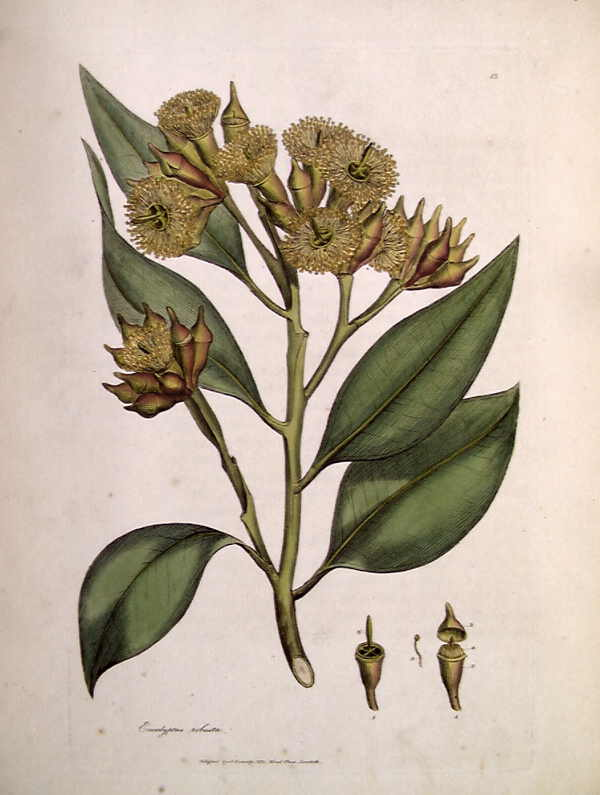
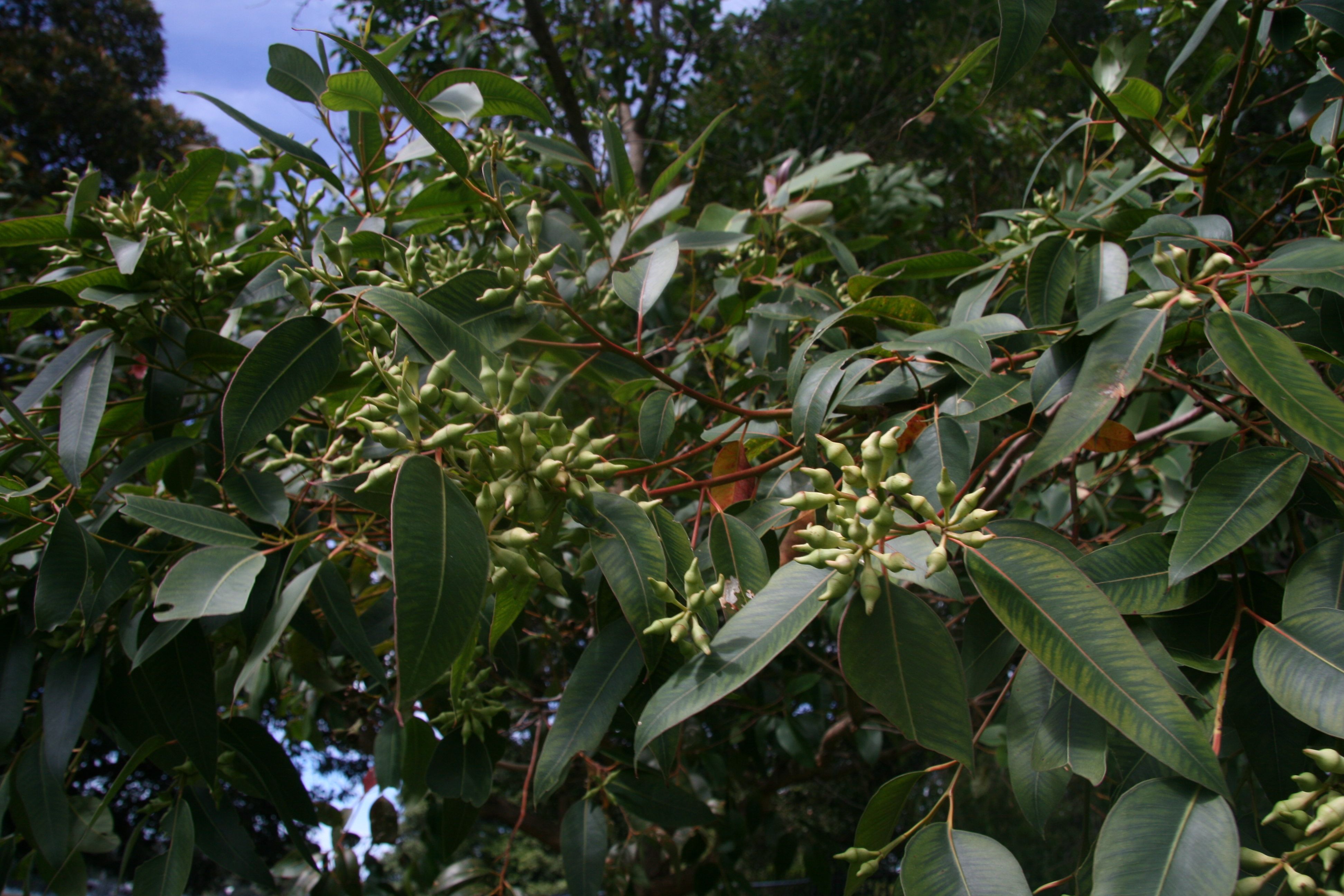
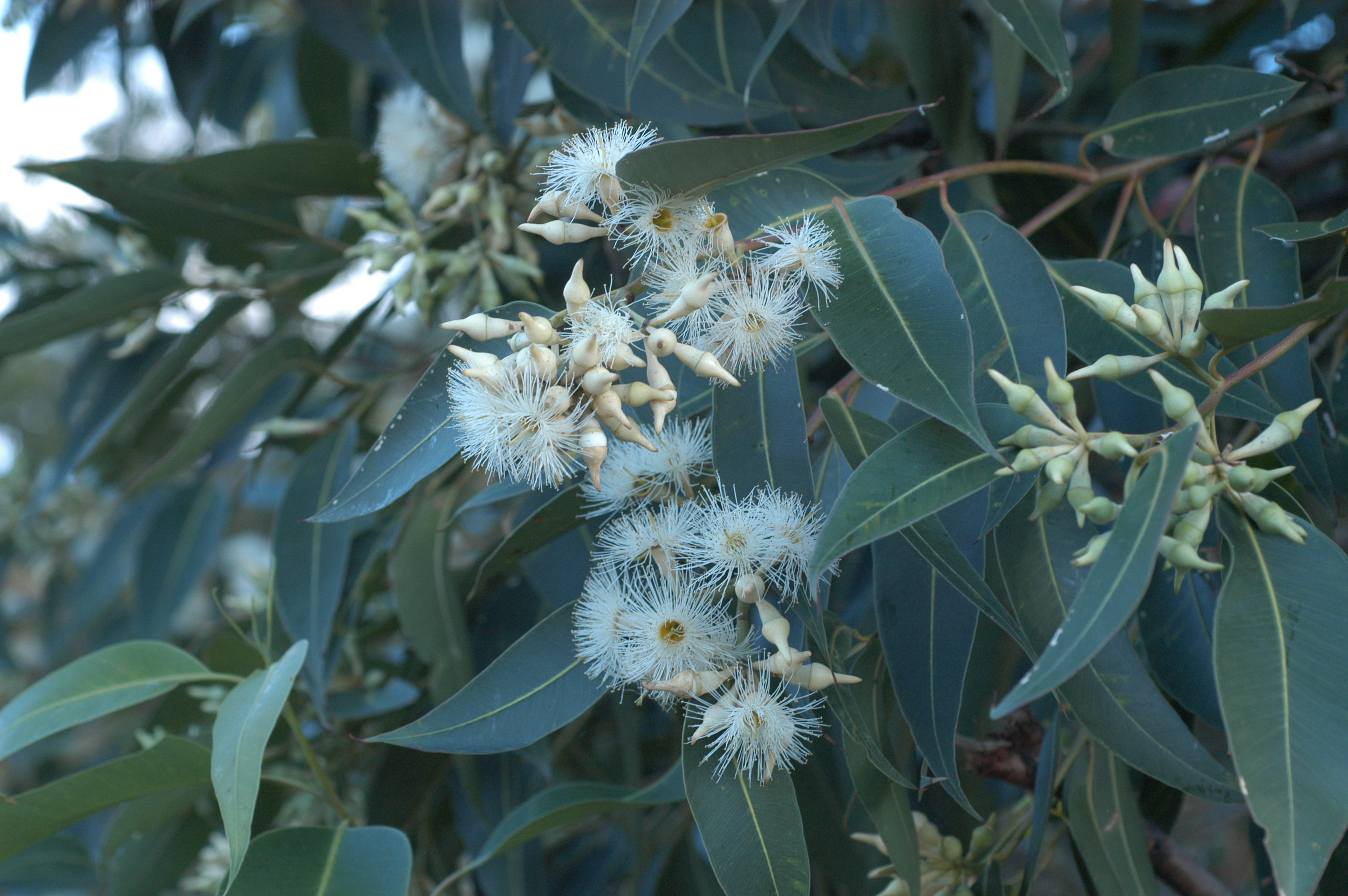
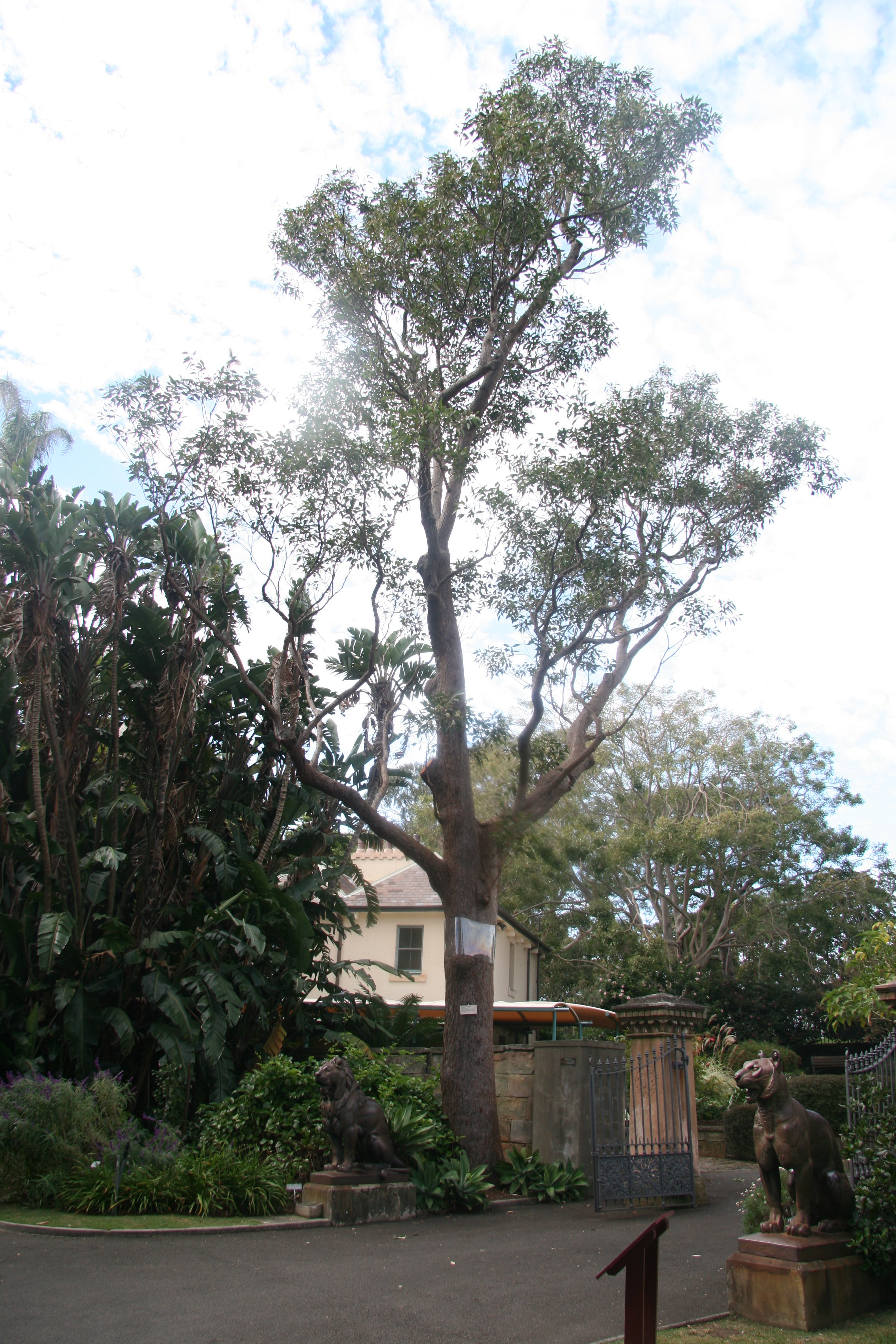